# Seznam naučných stezek v okrese Havlíčkův Brod
Seznam naučných stezek v okrese Havlíčkův Brod zahrnuje naučné stezky, které jsou celé či alespoň svou částí na ploše okresu Havlíčkův Brod.
| Název stezky                          | Místo                                                       | Založeno  | Délka (km) | Počet zastavení | Fotka |
| ------------------------------------- | ----------------------------------------------------------- | --------- | ---------- | --------------- | ----- |
| Bohuslava Reynka                      | Havlíčkův Brod až Svatý Kříž                                | 2011      | 9          | 5               |       |
| Jelení studánka                       | Horní Krupá                                                 | ?         | 2          | ?               |       |
| K Římovicím                           | Golčův Jeníkov, Římovice                                    | 2020      | 2          | 10              |       |
| Karla Havlíčka Borovského             | Havlíčkova Borová                                           | 2022      | 3          | 6               |       |
| Krajem malíře - básníka Jana Zrzavého | Okrouhlice                                                  | 2012      | 22         | 10              |       |
| Obce Vilémovice                       | Vilémovice                                                  |           | 0,8        | 5               |       |
| Park Budoucnost – Vlkovsko            | Havlíčkův Brod                                              |           | 2,7        | 5               |       |
| Ranské polesí                         | Ždírec nad Doubravou, Krucemburk, Staré Ransko, Nové Ransko | 2017      | 18,7       | 8               |       |
| Romana Podrázského                    | Přibyslav                                                   | 2006      | 2,5        | 12              |       |
| Sobíňov                               | Sobíňov                                                     | 2005      | 6,5        | 11              |       |
| Stezka poznání                        | Borek až Světlá nad Sázavou                                 | 2012      | 130        | 52              |       |
| Štoky                                 | Štoky až Hanesův mlýn                                       | 2007/2017 | 4          | 8/15            |       |
| Údolím Doubravy                       | Údolí Doubravy                                              | 1993      | 4,5        | 11              |       |
| Vepříkovem                            | Vepříkov                                                    | 2016      | 1,5        | 11              |       |